# Hernando de Salazar
Hernando de Salazar (también conocido como Fernando de Salazar o Fernando Chirino de Salazar) (Cuenca, 1576-Madrid, 1646) fue un jesuita, escritor y prelado español del siglo XVII, conocido por ser confesor del conde-duque de Olivares, valido de Felipe IV de España.

## Biografía
Nació en Cuenca, descendiente de una familia noble judeoconversa, los Chirino de Salazar, descendientes de Alonso Chirino o Alonso García de Guadalajara, médico judío al servicio de Enrique III y Juan II de Castilla. Fue hijo de Luis Chirino de Salazar y Juana de Cetina. Tuvo un hermano, Luis que sería caballero de la orden de Santiago y una notable figura en temas de minas, siendo Visitador General de Minas. Además tenía tres hermanas, una de ellas carmelita descalza en Cuenca.
Entró en la Compañía de Jesús el 4 de mayo de 1592 en la provincia jesuítica de Toledo, haciendo su profesión solemne el 23 de mayo de 1611. Fue destinado a enseñar gramática en los colegios de Huete y Madrid y posteriormente, Escritura en los de Murcia, Alcalá y finalmente en el de Madrid. 
En Madrid sería elegido por el conde de Olivares como confesor, llegando a serlo durante la primera parte del periodo de Olivares como valido de Felipe IV.  Durante su período como confesor de Olivares tuvo distintas tensiones con sus superiores en la Compañía de Jesús por su intervención en asuntos de gobierno. El 28 de diciembre de 1622 juró su cargo de predicador del rey.
En otoño de 1629 se discutió su nombramiento como obispo de Málaga. Sería elegido el 13 de junio de 1630, pero nunca tomaría posesión, siendo solo obispo electo. El 5 de julio de 1631 fue nombrado consejero del Consejo de la Inquisición. El 23 de octubre de 1632 sería electo arzobispo de Charcas, dándose el obispado de Málaga a Domingo Pimentel, dominico.

Fue confesor del conde-duque hasta 1631-1632, siendo sustituido por el también jesuita Francisco Aguado. En palabras del Conde-Duque, Salazar era el:
religioso a quien más debo y [es] a mi corto juicio sujeto de raras y aventajadas partes en virtud y letra
Se le atribuye la invención del papel sellado hacia 1636.
En los últimos años de vida vivió en casa seglar como arzobispo electo de Charcas y manteniendo un elevado tren de vida a costa de pensiones recibidas por sus familiares, ya que él no podía aceptarlas directamente en virtud de su voto de pobreza. Hasta entonces había vivido en el Colegio Imperial de San Pedro y San Pablo,   academia de los jesuitas en Madrid.
Escribió diversas obras sobre teología católica.

### Individuales
1. ↑  «OM-EXPEDIENTILLOS,N.945 - Chirino de Salazar, Luis». Portal de Archivos Españoles. Agosto de 1624. Consultado el 17 de marzo de 2023.
2. ↑  Girón Pascual, Rafael María (2019). «De criptojudíos a nobles titulados: El orígen judeoconverso de las élites de Cuenca (SS XV-XIX)». Los judeoconversos en el mundo ibérico (UCOPress): 101-126. ISBN 978-84-9927-450-8. Consultado el 17 de marzo de 2023.
3. ↑  Castillo, Julian del (1624). Historia De Los Reyes Godos Que Vinieron De La Scythia De Europa Contra El Imperio Romano. Luis Sanchez. p. 455. Consultado el 17 de marzo de 2023.
4. ↑  Negredo del Cerro, Fernando Negredo (1 de enero de 2002). «La hacienda y la conciencia. Las propuestas del confesor del Conde Duque para el saneamiento de las finanzas reales (1625)». Cuadernos de Historia Moderna 27: 171-196. ISSN 1988-2475. Consultado el 9 de marzo de 2023.
5. ↑  Negredo del Cerro, Fernando (2004). Política e iglesia : los predicadores de Felipe IV (Tesis de doctor). Madrid: Universidad Complutense de Madrid.
6. ↑  Gascón de Torquemada, Gerónimo (1991). «Abril de 1631». Gaçeta y nuevas de la corte de España. Madrid. p. 140. ISBN 978-84-600-7855-5. Consultado el 27 de diciembre de 2020.
7. ↑  Gascón de Torquemada, Gerónimo (1991). «Junio de 1630». Gaçeta y nuevas de la corte de España. Madrid. p. 314. ISBN 978-84-600-7855-5. Consultado el 27 de diciembre de 2020.
8. ↑  Gascón de Torquemada, Gerónimo (1991). «Julio de 1631». Gaçeta y nuevas de la corte de España. Madrid. p. 324. ISBN 978-84-600-7855-5. Consultado el 27 de diciembre de 2020.
9. ↑  Gascón de Torquemada, Gerónimo (1991). «Octubre de 1632». Gaçeta y nuevas de la corte de España. Madrid. p. 345. ISBN 978-84-600-7855-5. Consultado el 27 de diciembre de 2020.
10. ↑  Carrasco Martínez, Adolfo (30 de mayo de 2022).  Deruelle, Benjamin, ed. Olivares, la Compañía de Jesús y la educación de la nobleza : Los Estudios Reales del Colegio imperial de Madrid y otros proyectos del conde duque*. Guerre et Paix. Éditions de la Sorbonne. pp. 95-117. ISBN 979-10-351-0716-1. Consultado el 12 de marzo de 2023.